# Petru de Betancur
Petru de Betancur sau Santo Hermano Pedro de San José Betancur (n. 21 martie 1626, Vilaflor, Tenerife, Spania - d. 25 aprilie 1667, Antigua Guatemala, Guatemala) a fost un călugăr franciscan spaniol și sfânt al Bisericii Catolice.
Pedro de Betancur sa nascut intr-o familie de țărani. El a arătat spiritualitatea mare de la o vârstă fragedă. La vârsta de 23 ani, a plecat ca misionar în Guatemala, unde a fondat Ordinul Betlemitas, a constatat spitale pentru a trata bolnavi. Lui de caritate sa răspândit rapid în întreaga America Centrală. Peter a murit 25 aprilie 1667, abia 41 de ani.
Pedro de Betancur a fost canonizat de Papa Ioan Paul al II-lea în anul 2002, devenind primul sfant a Insulelor Canare, Guatemala și America Centrală. Prăznuirea sa este în ziua de 24 aprilie.